# Dennis Polonich
Dennis Polonich (né le 4 décembre 1953 à Foam Lake au Canada) est un joueur de hockey sur glace de la Ligue nationale de hockey.

## Carrière
Après avoir évolué dans la Ligue américaine de hockey avec les Wings de la Virginie, Polonich va rejoindre les rangs de la LNH en 1974 avec les Red Wings de Détroit où il fera l'essentiel de sa carrière.
Il jouera également souvent avec les Red Wings de l'Adirondack en Ligue américaine de hockey.
Il sera nommé capitaine par intérim en 1976.
Il terminera sa carrièe en LNH en 1983.
Il marquera 140 points en 390 matchs de LNH.

## Statistiques
| Saison     | Équipe                    | Ligue      |     | Saison régulière | Saison régulière | Saison régulière | Saison régulière | Saison régulière |    | Séries éliminatoires | Séries éliminatoires | Séries éliminatoires | Séries éliminatoires | Séries éliminatoires |
| Saison     | Équipe                    | Ligue      | PJ  | B                | A                | Pts              | Pun              | PJ               | B  | A                    | Pts                  | Pun                  |                      |                      |
| 1971-1972  | Bombers de Flin Flon      | WCHL       | 65  | 9                | 21               | 30               | 200              |                  |    |                      |                      |                      |                      |                      |
| 1972-1973  | Bombers de Flin Flon      | WCHL       | 68  | 26               | 48               | 74               | 222              |                  |    |                      |                      |                      |                      |                      |
| 1973-1974  | Lions de London           | Ind        | 67  | 17               | 43               | 60               | 57               |                  |    |                      |                      |                      |                      |                      |
| 1974-1975  | Wings de la Virginie      | LAH        | 60  | 14               | 20               | 34               | 194              | 5                | 0  | 2                    | 2                    | 30                   |                      |                      |
| 1974-1975  | Red Wings de Détroit      | LNH        | 4   | 0                | 0                | 0                | 0                | --               | -- | --                   | --                   | --                   |                      |                      |
| 1975-1976  | Wings de Kalamazoo        | LIH        | 5   | 1                | 8                | 9                | 32               | --               | -- | --                   | --                   | --                   |                      |                      |
| 1975-1976  | Red Wings de Détroit      | LNH        | 57  | 11               | 12               | 23               | 302              | --               | -- | --                   | --                   | --                   |                      |                      |
| 1976-1977  | Red Wings de Détroit      | LNH        | 79  | 18               | 28               | 46               | 274              | --               | -- | --                   | --                   | --                   |                      |                      |
| 1977-1978  | Red Wings de Détroit      | LNH        | 79  | 16               | 19               | 35               | 254              | 7                | 1  | 0                    | 1                    | 19                   |                      |                      |
| 1978-1979  | Red Wings de Détroit      | LNH        | 62  | 10               | 12               | 22               | 208              | --               | -- | --                   | --                   | --                   |                      |                      |
| 1979-1980  | Red Wings de Détroit      | LNH        | 66  | 2                | 8                | 10               | 127              | --               | -- | --                   | --                   | --                   |                      |                      |
| 1980-1981  | Red Wings de l'Adirondack | LAH        | 40  | 16               | 13               | 29               | 99               | 14               | 9  | 5                    | 14                   | 95                   |                      |                      |
| 1980-1981  | Red Wings de Détroit      | LNH        | 32  | 2                | 2                | 4                | 77               | --               | -- | --                   | --                   | --                   |                      |                      |
| 1981-1982  | Red Wings de l'Adirondack | LAH        | 80  | 30               | 26               | 56               | 202              | 5                | 2  | 2                    | 4                    | 0                    |                      |                      |
| 1982-1983  | Red Wings de l'Adirondack | LAH        | 61  | 18               | 22               | 40               | 128              | 6                | 2  | 2                    | 4                    | 10                   |                      |                      |
| 1982-1983  | Red Wings de Détroit      | LNH        | 11  | 0                | 1                | 1                | 0                | --               | -- | --                   | --                   | --                   |                      |                      |
| 1983-1984  | Red Wings de l'Adirondack | LAH        | 66  | 14               | 26               | 40               | 122              | --               | -- | --                   | --                   | --                   |                      |                      |
| 1984-1985  | Red Wings de l'Adirondack | LAH        | 53  | 18               | 17               | 35               | 133              | --               | -- | --                   | --                   | --                   |                      |                      |
| 1985-1986  | Lumberjacks de Muskegon   | LIH        | 78  | 32               | 36               | 68               | 222              | 14               | 8  | 10                   | 18                   | 36                   |                      |                      |
| 1986-1987  | Lumberjacks de Muskegon   | LIH        | 22  | 2                | 9                | 11               | 24               | --               | -- | --                   | --                   | --                   |                      |                      |
| Totaux LNH | Totaux LNH                | Totaux LNH | 390 | 59               | 82               | 141              | 1242             | 7                | 1  | 0                    | 1                    | 19                   |                      |                      |